# إدوارد ليندبرغ
إدوارد ليندبرغ (بالإنجليزية: Edward Lindberg)‏ هو منافس ألعاب قوى أمريكي، ولد في 9 نوفمبر 1886 في شيروكي في الولايات المتحدة، وتوفي في 16 فبراير 1978 في هايلاند بارك في الولايات المتحدة.

## وصلات خارجية
- إدوارد ليندبرغ على موقع الاتحاد الدولي لألعاب القوى (الإنجليزية)
- إدوارد ليندبرغ على موقع أوليمبيديا (الإنجليزية)